# 深坂隧道

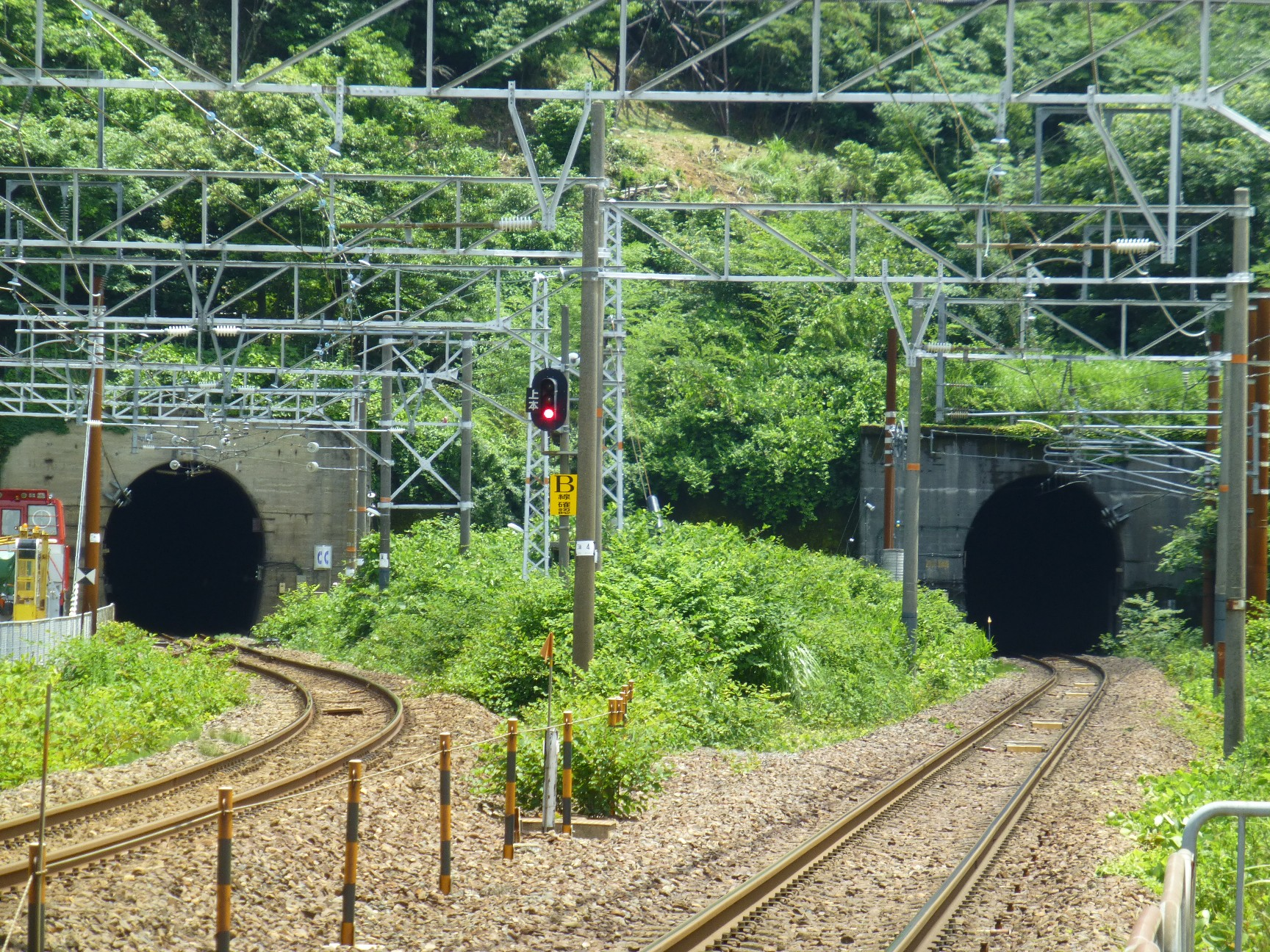
深坂隧道（左）和新深坂隧道（右）

深坂隧道（日语：／）是日本北陸本線上近江鹽津站至新疋田站区间内的铁路隧道，位于滋贺县長濱市与福井县敦賀市的边界，上行线全长5170米，1953年3月洞通，1957年10月1日建成通车。此隧道开通后，新北陸本線改走此路线，经过柳瀨隧道的旧线路改为柳瀨線，并在1964年5月11停止使用。下行线隧道也称为“新深坂隧道”（新深坂トンネル），全长5173米，1963年2月开工，1966年10月完工，1966年11月30日通车。

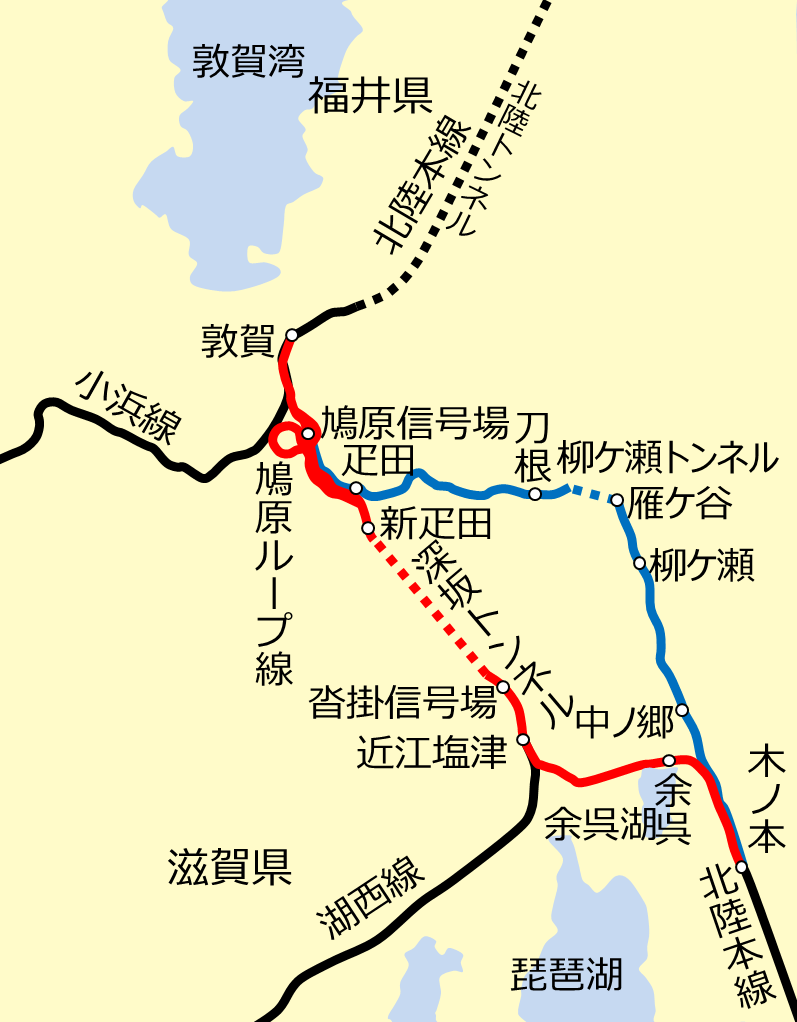
经过柳瀨隧道的柳瀨线（蓝）与经过深坂隧道的新北陸本線（红）线路比較

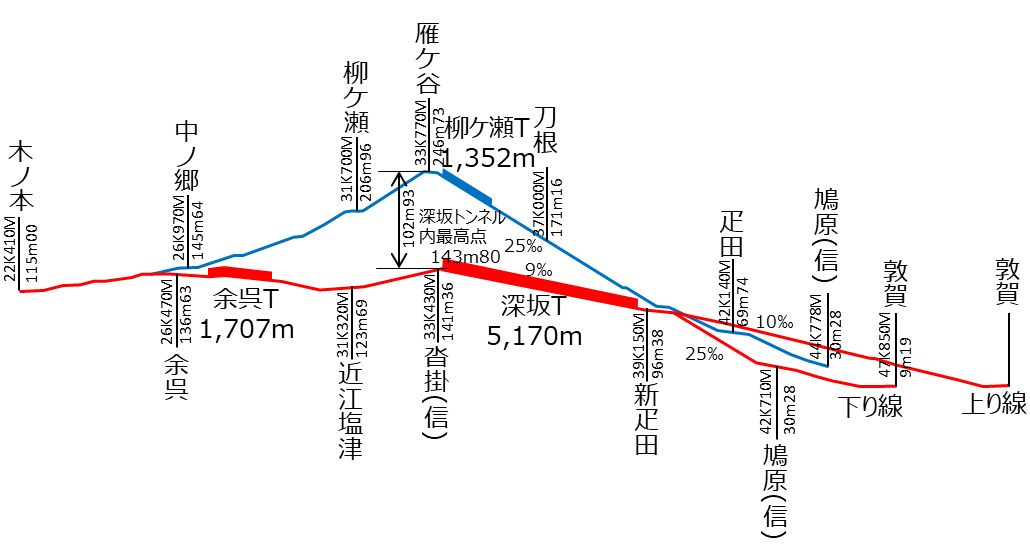
柳瀨隧道与深坂隧道的纵断面比較